# Qanbüs

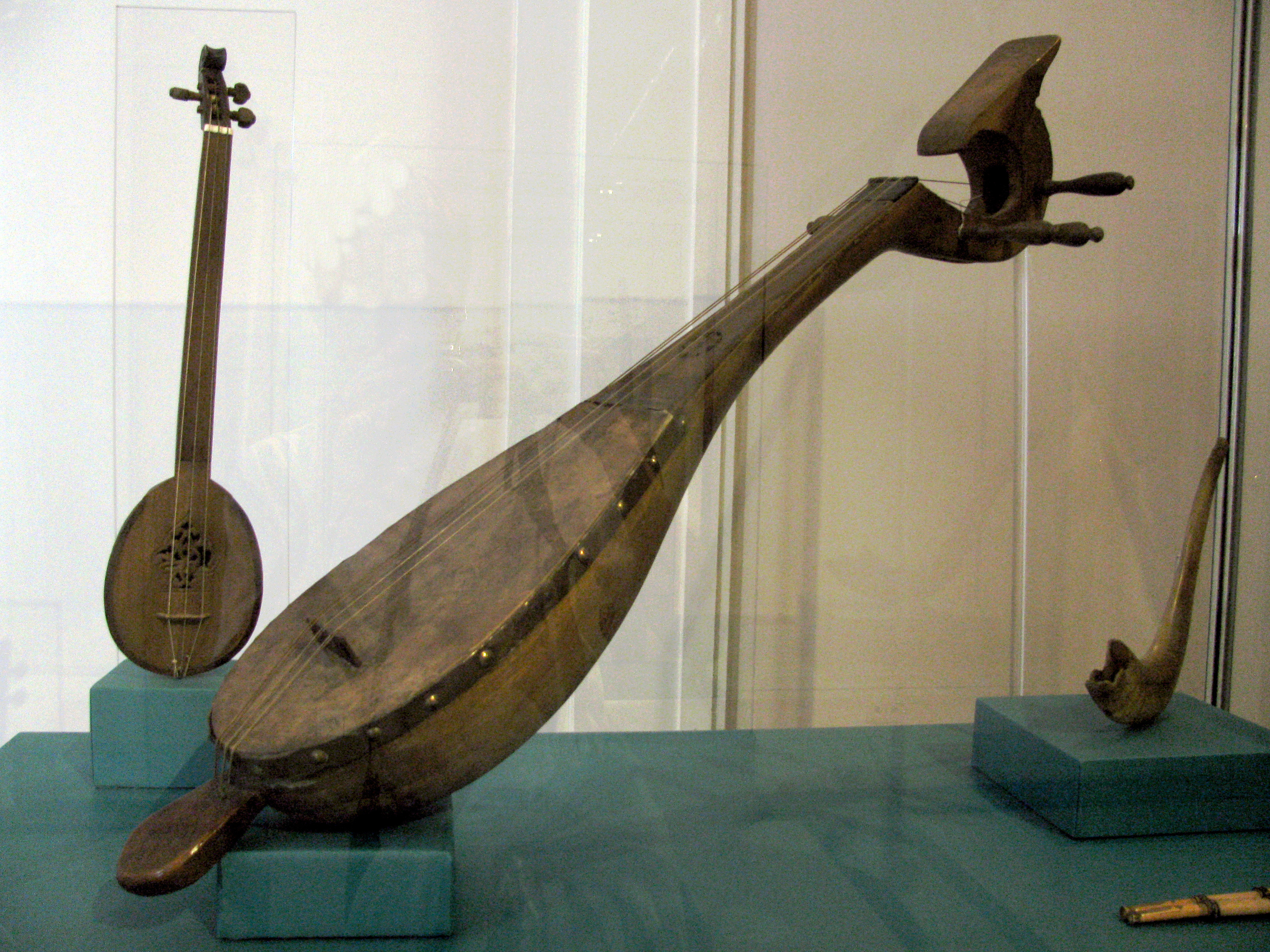
Un Qanbüs.

Le qanbüs, gabbus, qabûs, gambusi ou guimbasse est un instrument à cordes pincéés originaire du Yémen où on l'appelle aussi oud de Sanaa mais qui s'est répandu en Oman, en Arabie saoudite, dans l'archipel des Comores (essentiellement dans l'île d'Anjouan).
Le kabosa de Madagascar et le gambus de Malaisie, Indonésie et Brunai lui sont sans doute apparenté.

## Facture
Il est long d'environ 80cm à 1m et taillé dans une seule pièce de bois ; la caisse de résonance est recouverte d'une peau de chèvre tendue et les quatre cordes sont réalisées en boyau. 
Il n'est plus fabriqué que par très peu d'artisans comoriens et est donc actuellement menacé de disparition.

## Jeu
En Anjouan, le gambusi est plus considéré comme un objet de culte car il est utilisé essentiellement pour accompagner les chants religieux soufi. Il est, dans ce contexte, un peu l'équivalent du guembri qu'utilisent les communautés spirituelles gnawa. 
Le gambusi est également l'instrument de prédilection de la chanteuse comorienne Nawal, ce qui fait d'elle l'une des rares artistes de renommée internationale à en jouer.
Il existe également une autre variante plus petite de gambusi (semblable au kabosa), présente dans les îles de Mohéli et de Mayotte, qui possède moins cette dimension mystique et qui est, elle, plutôt utilisée comme véritable instrument de musique.